# Russischer Fußballpokal 2017/18
Der Russische Fußballpokal 2017/18 war die 26. Austragung des russischen Pokalwettbewerbs der Männer. Pokalsieger wurde der FK Tosno. Das Team setzte sich im Finale am 9. Mai 2018 in der Wolgograd-Arena von Wolgograd gegen Awangard Kursk durch. Titelverteidiger Lokomotive Moskau war in der Runde der letzten 32 gegen Krylja Sowetow Samara ausgeschieden.

## Modus
Bis zur dritten Runde nahmen 57 Mannschaften von der 2. Division 2017/18 und 5 Amateurvereine teil. Dabei traten die insgesamt 62 Vereine in vier Zonen (West/Zentrum, Süd, Ural-Powolschje und Ost) an. Ab der vierten Runde stiegen dann die 18 Zweitligisten, ab der fünften Runde die 16 Erstligisten ein. Reservemannschaften waren nicht teilnahmeberechtigt.
Alle Begegnungen wurden in einem Spiel ausgetragen. Bei unentschiedenem Ausgang wurde zur Ermittlung des Siegers eine Verlängerung gespielt. Stand danach kein Sieger fest, folgte ein Elfmeterschießen. Der Pokalsieger war für die Europa League qualifiziert. Jedoch bekam der FK Tosno keine Lizenz für die UEFA Europa League und wurde schließlich im Juni 2018 offiziell aufgelöst.

## Teilnehmende Teams
| Premjer-Liga (16) | Premjer-Liga (16) | Perwenstwo FNL (18) | Perwenstwo FNL (18) |
| --- | --- | --- | --- |
| - Dynamo Moskau - Lokomotive Moskau - Spartak Moskau - ZSKA Moskau - Achmat Grosny - Amkar Perm - Anschi Machatschkala - Arsenal Tula | - FK SKA-Chabarowsk - FK Krasnodar - FK Rostow - Rubin Kasan - FK Tosno - FK Ufa - Ural Jekaterinburg - Zenit St. Petersburg | - Awangard Kursk - Baltika Kaliningrad - FK Chimki - FK Dynamo St. Petersburg - Fakel Woronesch - FK Jenissei Krasnojarsk - Kuban Krasnodar - Krylja Sowetow Samara - Lutsch-Energija Wladiwostok | - Olympijez Nischni Nowgorod - FK Orenburg - Rotor Wolgograd - Schinnik Jaroslawl - FK Sibir Nowosibirsk - FK Tambow - FK Tjumen - Tom Tomsk - Wolgar Astrachan |
| Perwenstwo PFL (57) | | | |
| - FK Afips - Anguscht Nasran - Anschi-Junior Selenodolsk - Ararat Moskau - FK Armawir - FK Biolog-Nowokubansk - Chimik Nowomoskowsk - FK Dolgoprudny - Druschba Maikop - Dynamo Barnaul - Dynamo Brjansk - Dynamo Kirow - Dynamo Stawropol - Energomasch Belgorod - Irtysch Omsk | - FK Kaluga - KAMAS Nabereschnyje Tschelny - FK Kolomna - FK Lada Toljatti - Legion-Dynamo Machatschkala - Luki-Energija Welikije Luki - Maschuk-KMW Pjatigorsk - Metallurg Lipezk - Mordowija Saransk - FK Murom - FK Neftechimik Nischnekamsk - Nosta Nowotroizk - FK Pskow-747 - Rotor-2 Wolgograd | - FK Rjasan - Sachalin Juschno-Sachalinsk - Saturn Ramenskoje - FK SKA Rostow - FK Sorki Krasnogorsk - Smena Komsomolsk am Amur - Snamja Truda Orechowo-Sujewo - PFK Sokol Saratow - Spartak Kostroma - Spartak Naltschik - Spartak Wladikawkas - Strogino Moskau - FK Sysran-2003 - Tekstilschtschik Iwanowo | - Torpedo Moskau - Torpedo Wladimir - Tschaika Pestschanokopskoje - FK Tscheljabinsk - Tschernomorez Noworossijsk - Tschertanowo Moskau - FK Tschita - Weles Moskau - Wiktor Ponedelnik Akademija Rostow - Wolga Uljanowsk - FK Zenit-Ischewsk - Zenit Irkutsk - Zenit Pensa - ZRFSO Smolensk |
| Amateure (5)0000000 | | | |
| - FK Belogorsk - Delin Ischewsk | - Dynamo-Start Kostroma | - Metallurg Ascha | - Swesda St. Petersburg |

## 1. Runde
Teilnehmer: Teilnehmer: 19 Vereine der drittklassigen Perwenstwo PFL und 3 Amateurvereine.
| Datum                           |                                          | Ergebnis              |                                   |
| ------------------------------- | ---------------------------------------- | --------------------- | --------------------------------- |
| 00000000000Zone Ural-Powolschje |                                          |                       |                                   |
| 14.07.2017                      | Delin Ischewsk (V)                       | 3:0                   | Dynamo Kirow (III)                |
| 14.07.2017                      | FK Zenit-Ischewsk (III)                  | 1:0 n. V.             | FK Tscheljabinsk (III)            |
| 14.07.2017                      | Wolga Uljanowsk (III)                    | 2:0                   | Anschi-Junior Selenodolsk (III)   |
| 14.07.2017                      | Metallurg Ascha (IV)                     | 3:1                   | Nosta Nowotroizk (III)            |
| 15.07.2017                      | KAMAS Nabereschnyje Tschelny (III)       | 1:0                   | FK Neftechimik Nischnekamsk (III) |
| 15.07.2017                      | Mordowija Saransk (III)                  | 0:1                   | FK Sysran-2003 (III)              |
| 15.07.2017                      | PFK Sokol Saratow (III)                  | 1:0                   | Zenit Pensa (III)                 |
| 00000000000Zone West/Zentrum    |                                          |                       |                                   |
| 15.07.2017                      | Swesda St. Petersburg (IV)               | 0:0 n. V. (4:2 i. E.) | Luki-Energija Welikije Luki (III) |
| 00000000000Zone Süd             |                                          |                       |                                   |
| 15.07.2017                      | Wiktor Ponedelnik Akademija Rostow (III) | 0:4                   | Tschaika Pestschanokopskoje (III) |
| 15.07.2017                      | FK Biolog-Nowokubansk (III)              | 1:5                   | Druschba Maikop (III)             |
| 15.07.2017                      | Maschuk-KMW Pjatigorsk (III)             | 4:0                   | Spartak Wladikawkas (III)         |

In der Zone Ost gab es in dieser Runde keine Spiele.

## 2. Runde
Teilnehmer: Die 11 Sieger der ersten Runde, 33 weitere Vereine der Perwenstwo PFL, sowie 2 weitere Amateurvereine.
| Datum                           |                                    | Ergebnis              |                                   |
| ------------------------------- | ---------------------------------- | --------------------- | --------------------------------- |
| 00000000000Zone Ural-Powolschje |                                    |                       |                                   |
| 23.07.2017                      | KAMAS Nabereschnyje Tschelny (III) | 1:2 n. V.             | Wolga Uljanowsk (III)             |
| 23.07.2017                      | FK Sysran-2003 (III)               | 4:2                   | Delin Ischewsk (V)                |
| 23.07.2017                      | Metallurg Ascha (IV)               | 1:3 n. V.             | FK Zenit-Ischewsk (III)           |
| 23.07.2017                      | FK Lada Toljatti (III)             | 1:3                   | PFK Sokol Saratow (III)           |
| 00000000000Zone West/Zentrum    |                                    |                       |                                   |
| 23.07.2017                      | Snamja Truda Orechowo-Sujewo (III) | 1:1 n. V. (4:3 i. E.) | FK Murom (III)                    |
| 23.07.2017                      | FK Sorki Krasnogorsk (III)         | 2:0                   | FK Rjasan (III)                   |
| 23.07.2017                      | Spartak Kostroma (III)             | 1:5                   | Tekstilschtschik Iwanowo (III)    |
| 23.07.2017                      | FK Pskow-747 (III)                 | 2:0                   | Swesda St. Petersburg (IV)        |
| 23.07.2017                      | FK Dolgoprudny (III)               | 1:3                   | Ararat Moskau (III)               |
| 23.07.2017                      | Dynamo Brjansk (III)               | 2:1                   | ZRFSO Smolensk (III)              |
| 23.07.2017                      | Weles Moskau (III)                 | 0:1                   | Torpedo Moskau (III)              |
| 23.07.2017                      | Chimik Nowomoskowsk (III)          | 0:3                   | FK Kaluga (III)                   |
| 23.07.2017                      | FK Kolomna (III)                   | 0:1                   | Saturn Ramenskoje (III)           |
| 23.07.2017                      | Tschertanowo Moskau (III)          | 2:1                   | Strogino Moskau (III)             |
| 23.07.2017                      | Energomasch Belgorod (III)         | 1:0                   | Metallurg Lipezk (III)            |
| 24.07.2017                      | Dynamo-Start Kostroma (III)        | 2:3                   | Torpedo Wladimir (III)            |
| 00000000000Zone Süd             |                                    |                       |                                   |
| 24.07.2017                      | FK SKA Rostow (III)                | 0:5                   | FK Armawir (III)                  |
| 24.07.2017                      | Tschaika Pestschanokopskoje (III)  | 0:1                   | FK Afips (III)                    |
| 24.07.2017                      | Anguscht Nasran (III)              | 2:0                   | Legion-Dynamo Machatschkala (III) |
| 24.07.2017                      | Rotor-2 Wolgograd (III)            | 0:1                   | Dynamo Stawropol (III)            |
| 24.07.2017                      | Druschba Maikop (III)              | 2:4                   | Tschernomorez Noworossijsk (III)  |
| 24.07.2017                      | Spartak Naltschik (III)            | 1:0                   | Maschuk-KMW Pjatigorsk (III)      |
| 00000000000Zone Ost             |                                    |                       |                                   |
| 24.07.2017                      | FK Belogorsk (V)                   | 0:2                   | Smena Komsomolsk am Amur (III)    |

## 3. Runde
Teilnehmer: Die 23 Sieger der zweiten Runde und 5 weitere Vereine der Perwenstwo PFL.
| Datum                           |                                    | Ergebnis              |                                   |
| ------------------------------- | ---------------------------------- | --------------------- | --------------------------------- |
| 00000000000Zone Ost             |                                    |                       |                                   |
| 01.08.2017                      | Zenit Irkutsk (III)                | 1:5                   | FK Tschita (III)                  |
| 01.08.2017                      | Smena Komsomolsk am Amur (III)     | 1:0                   | Sachalin Juschno-Sachalinsk (III) |
| 01.08.2017                      | Irtysch Omsk (III)                 | 3:2                   | Dynamo Barnaul (III)              |
| 00000000000Zone West/Zentrum    |                                    |                       |                                   |
| 07.08.2017                      | Snamja Truda Orechowo-Sujewo (III) | 2:1                   | FK Sorki Krasnogorsk (III)        |
| 07.08.2017                      | FK Kaluga (III)                    | 1:2                   | Energomasch Belgorod (III)        |
| 07.08.2017                      | Torpedo Moskau (III)               | 1:2                   | Tschertanowo Moskau (III)         |
| 07.08.2017                      | Tekstilschtschik Iwanowo (III)     | 0:0 n. V. (3:4 i. E.) | Torpedo Wladimir (III)            |
| 07.08.2017                      | Dynamo Brjansk (III)               | 2:0                   | FK Pskow-747 (III)                |
| 07.08.2017                      | Ararat Moskau (III)                | 1:0                   | Saturn Ramenskoje (III)           |
| 00000000000Zone Ural-Powolschje |                                    |                       |                                   |
| 07.08.2017                      | Wolga Uljanowsk (III)              | 1:1 n. V. (1:3 i. E.) | FK Sysran-2003 (III)              |
| 07.08.2017                      | PFK Sokol Saratow (III)            | 2:2 n. V. (5:3 i. E.) | FK Zenit-Ischewsk (III)           |
| 00000000000Zone Süd             |                                    |                       |                                   |
| 08.08.2017                      | Anguscht Nasran (III)              | 2:3 n. V.             | Spartak Naltschik (III)           |
| 08.08.2017                      | FK Armawir (III)                   | 4:0                   | Dynamo Stawropol (III)            |
| 08.08.2017                      | Tschernomorez Noworossijsk (III)   | 2:0 n. V.             | FK Afips (III)                    |

## 4. Runde
Teilnehmer: Die 14 Sieger der dritten Runde und die 18 Vereine der Perwenstwo FNL. Reservemannschaften waren nicht teilnahmeberechtigt. Unterklassige Teams hatten Heimrecht.
| Datum      |                                    | Ergebnis              |                                  |
| ---------- | ---------------------------------- | --------------------- | -------------------------------- |
| 23.08.2017 | Snamja Truda Orechowo-Sujewo (III) | 0:1                   | Fakel Woronesch (II)             |
| 23.08.2017 | Tschertanowo Moskau (III)          | 0:2                   | FK Dynamo St. Petersburg (II)    |
| 23.08.2017 | Irtysch Omsk (III)                 | 0:4                   | Tom Tomsk (II)                   |
| 23.08.2017 | Torpedo Wladimir (III)             | 0:1                   | Olympijez Nischni Nowgorod (II)  |
| 23.08.2017 | Spartak Naltschik (III)            | 1:1 n. V. (4:2 i. E.) | Tschernomorez Noworossijsk (III) |
| 23.08.2017 | FK Tschita (III)                   | 1:1 n. V. (7:8 i. E.) | FK Jenissei Krasnojarsk (II)     |
| 23.08.2017 | Dynamo Brjansk (III)               | 0:1                   | Awangard Kursk (II)              |
| 23.08.2017 | FK Sysran-2003 (III)               | 0:2                   | Krylja Sowetow Samara (II)       |
| 23.08.2017 | PFK Sokol Saratow (III)            | 1:3                   | FK Orenburg (II)                 |
| 23.08.2017 | Rotor Wolgograd (II)               | 0:2                   | Wolgar Astrachan (II)            |
| 23.08.2017 | FK Tjumen (II)                     | 2:1                   | FK Sibir Nowosibirsk (II)        |
| 23.08.2017 | FK Chimki (II)                     | 0:2                   | Schinnik Jaroslawl (II)          |
| 23.08.2017 | FK Armawir (III)                   | 0:0 n. V. (2:3 i. E.) | Kuban Krasnodar (II)             |
| 23.08.2017 | Energomasch Belgorod (III)         | 0:1                   | FK Tambow (II)                   |
| 23.08.2017 | Ararat Moskau (III)                | 2:1                   | Baltika Kaliningrad (II)         |
| 24.08.2017 | Smena Komsomolsk am Amur (III)     | 0:0 n. V. (2:3 i. E.) | Lutsch-Energija Wladiwostok (II) |

## 5. Runde
Teilnehmer: Die 16 Sieger der vierten Runde, sowie die 16 Erstligisten, die auswärts antraten.
| Datum      |                                  | Ergebnis              |                          |
| ---------- | -------------------------------- | --------------------- | ------------------------ |
| 20.09.2017 | Schinnik Jaroslawl (II)          | 3:0                   | Ural Jekaterinburg (I)   |
| 20.09.2017 | FK Tambow (II)                   | 1:0                   | Arsenal Tula (I)         |
| 20.09.2017 | FK Orenburg (II)                 | 0:2                   | Rubin Kasan (I)          |
| 20.09.2017 | Awangard Kursk (II)              | 1:0 n. V.             | ZSKA Moskau (I)          |
| 20.09.2017 | Spartak Naltschik (III)          | 0:0 n. V. (4:2 i. E.) | Dynamo Moskau (I)        |
| 20.09.2017 | Wolgar Astrachan (II)            | 0:2                   | FK Rostow (I)            |
| 20.09.2017 | Tom Tomsk (II)                   | 2:1                   | FK Krasnodar (I)         |
| 20.09.2017 | Lutsch-Energija Wladiwostok (II) | 2:0                   | Anschi Machatschkala (I) |
| 20.09.2017 | Kuban Krasnodar (II)             | 0:2                   | Spartak Moskau (I)       |
| 20.09.2017 | FK Tjumen (II)                   | 1:2                   | FK Tosno (I)             |
| 21.09.2017 | Olympijez Nischni Nowgorod (II)  | 1:1 n. V. (4:1 i. E.) | FK Ufa (I)               |
| 21.09.2017 | FK Jenissei Krasnojarsk (II)     | 3:0                   | Achmat Grosny (I)        |
| 21.09.2017 | Fakel Woronesch (II)             | 0:4                   | Amkar Perm (I)           |
| 21.09.2017 | Ararat Moskau (III)              | 1:2                   | FK SKA-Chabarowsk (I)    |
| 21.09.2017 | Krylja Sowetow Samara (II)       | 3:2 n. V.             | Lokomotive Moskau (I)    |
| 21.09.2017 | FK Dynamo St. Petersburg (II)    | 3:2 n. V.             | Zenit St. Petersburg (I) |

## Achtelfinale
Teilnehmer: Die 16 Sieger der fünften Runde.
| Datum      |                                  | Ergebnis               |                                 |
| ---------- | -------------------------------- | ---------------------- | ------------------------------- |
| 25.10.2017 | FK Tambow (II)                   | 0:2                    | Awangard Kursk (II)             |
| 25.10.2017 | Schinnik Jaroslawl (II)          | 4:0                    | Olympijez Nischni Nowgorod (II) |
| 25.10.2017 | FK SKA-Chabarowsk (I)            | 2:0                    | FK Dynamo St. Petersburg (II)   |
| 25.10.2017 | FK Rostow (I)                    | 1:1 n. V. (9:10 i. E.) | Amkar Perm (I)                  |
| 25.10.2017 | Spartak Moskau (I)               | 5:2                    | Spartak Naltschik (III)         |
| 25.10.2017 | Rubin Kasan (I)                  | 1:2                    | Krylja Sowetow Samara (II)      |
| 25.10.2017 | Lutsch-Energija Wladiwostok (II) | 2:1                    | FK Jenissei Krasnojarsk (II)    |
| 25.10.2017 | FK Tosno (I)                     | 0:0 n. V. (6:5 i. E.)  | Tom Tomsk (II)                  |

## Viertelfinale
| Datum      |                            | Ergebnis              |                                  |
| ---------- | -------------------------- | --------------------- | -------------------------------- |
| 27.02.2018 | FK SKA-Chabarowsk (I)      | 0:0 n. V. (1:4 i. E.) | Schinnik Jaroslawl (II)          |
| 27.02.2018 | Amkar Perm (I)             | 0:0 n. V. (6:7 i. E.) | Awangard Kursk (II)              |
| 28.02.2018 | FK Tosno (I)               | 2:1                   | Lutsch-Energija Wladiwostok (II) |
| 04.04.2018 | Krylja Sowetow Samara (II) | 1:3                   | Spartak Moskau (I)               |

## Halbfinale
| Datum      |                     | Ergebnis              |                         |
| ---------- | ------------------- | --------------------- | ----------------------- |
| 18.04.2018 | Awangard Kursk (II) | 1:0                   | Schinnik Jaroslawl (II) |
| 18.04.2018 | Spartak Moskau (I)  | 1:1 n. V. (4:5 i. E.) | FK Tosno (I)            |

## Finale
| Paarung        | FK Tosno – Awangard Kursk |
| Ergebnis       | 2:1 (1:1) |
| Datum          | 9. Mai 2018 |
| Stadion        | Wolgograd-Arena, Wolgograd |
| Zuschauer      | 40.373 |
| Schiedsrichter | Sergei Karassjow |
| Tore           | 1:0 Alexei Skworzow (10.) 1:1 Igor Kirejew (16.) 2:1 Resiuan Mirsow (80.) |
| FK Tosno       | Davit Yurchenko – Andrei Bujwolow, Sergei Sucharew, Jewgeni Tschernow, Timofei Margassow – Vagiz Galiulin, Alexei Skworzow, (66. Ricardinho), Maxim Palijenko (58. Nuno Rocha), Resiuan Mirsow – Ilja Schiguljow (85. Aljaksandr Karnizki), Marko Polentanović Cheftrainer: Dmytro Parfjonow ( Ukraine) |
| Awangard Kursk | Alexander Kobsew – Michail Bagajew , Aslan Daschajew, Kirill Gozuk, Igor Kirejew – Rawil Netfullin, Ilnur Alschin, Asamat Gurfow, Dmitri Korobow – Ruslan Bolow (77. Islam Tlupow), Artjom Fedtschuk (82. Roman Akbaschew) Cheftrainer: Chasanbi Bidschijew                                             |
| Gelbe Karten   | Andrei Bujwolow, Resiuan Mirsow – Artjom Fedtschuk |